# Victor Forssell
Victor Reinhold Forssell, född 10 juni 1846 i Sala, död 16 augusti 1931 i Nacka församling, var en svensk konstnär.

## Biografi
Victor Forssell, som var son till ogifta mjölnardottern Beata Forssell, gick i skola i Sala. Han berättade att fadern var tjänsteman vid Sala silvergruva.
Forssell var elev till Johan Edvard Bergh och Per Daniel Holm vid Konstakademien i Stockholm 1866–1876. På somrarna bodde han tillsammans med Per Ekström i ett lusthus vid Sickla och umgicks även med Carl Larsson. 
År 1877 gjorde han en studieresa till Düsseldorf, Paris, Bryssel, Antwerpen och London. Åren 1878–1879 besökte han nästan alla landskap i södra och mellersta Sverige och tecknade herresäten för en tidskrift.
År 1887 blev Forsell ledamot av Konstakademin. Resor under 1890-talet förde honom till Danmark, Norge, England och Skottland. Efter sekelskiftet drog han sig undan konstnärskolleger och intresserade sig för teosofi. Han var bosatt i Stockholms omgivningar, bland annat vid Ugglevikskällan och senare i Stora Sickla. En samlingsutställning på Liljevalchs konsthall år 1921 gjorde honom erkänd av kritikerna och känd av en större allmänhet.
Efter en olycka i början av 1920-talet kunde Forssell bara gå med kryckor. Han avled 1931 på Solsunda vilohem i Nacka. Han var ogift. Victor Forssell är begravd på Norra begravningsplatsen utanför Stockholm.

## Verk
Forssell var landskapsmålare och målade oftast små bilder med motiv från Sveriges städer och landsbygd. Påverkad av det franska friluftsmåleriet utvecklade han en spröd och intim stil med känsla för färgvalörer och lufttoner.
Han är representerad i Nationalmuseum, Norrköpings konstmuseum  och Göteborgs konsthall.

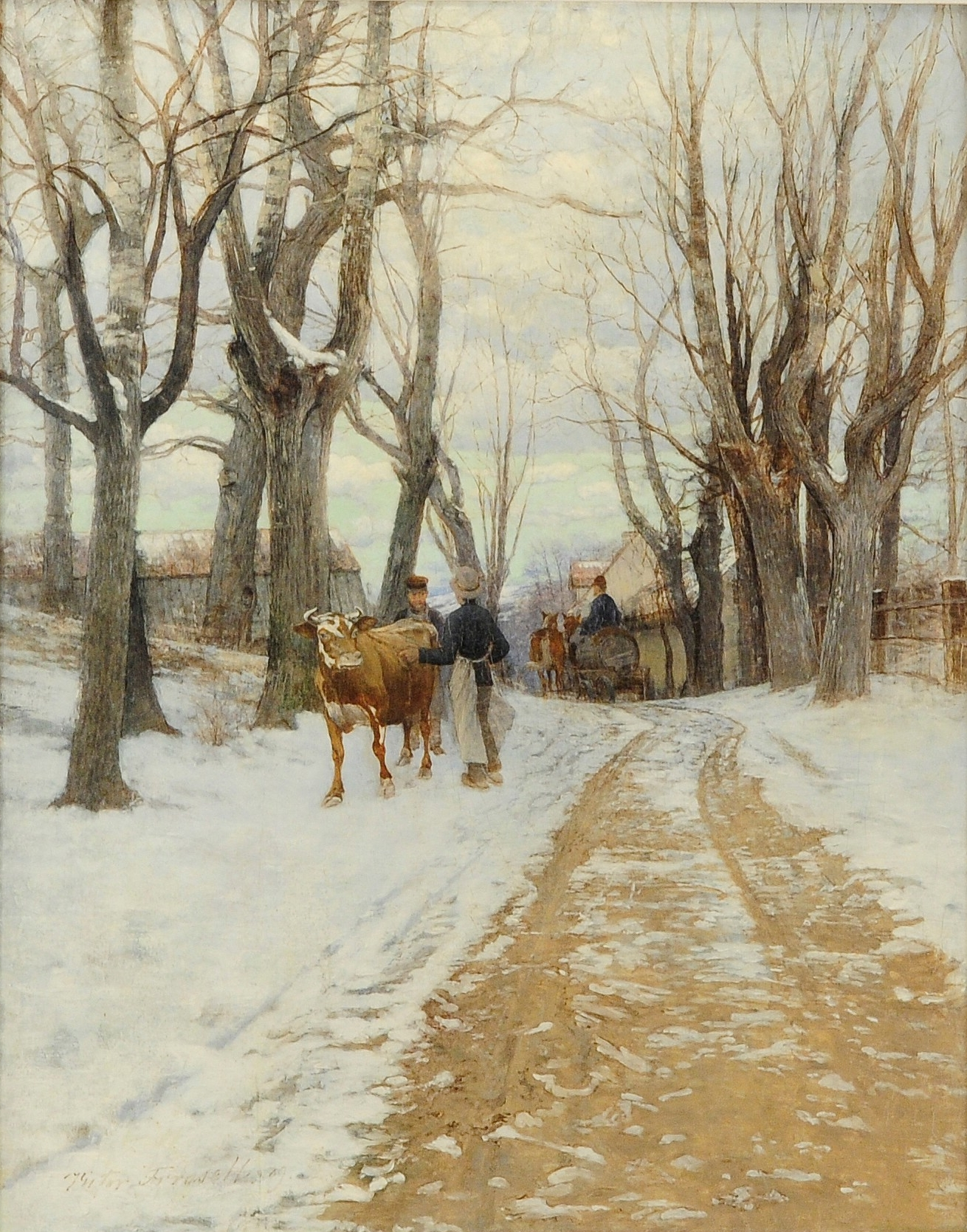
Vinterväg
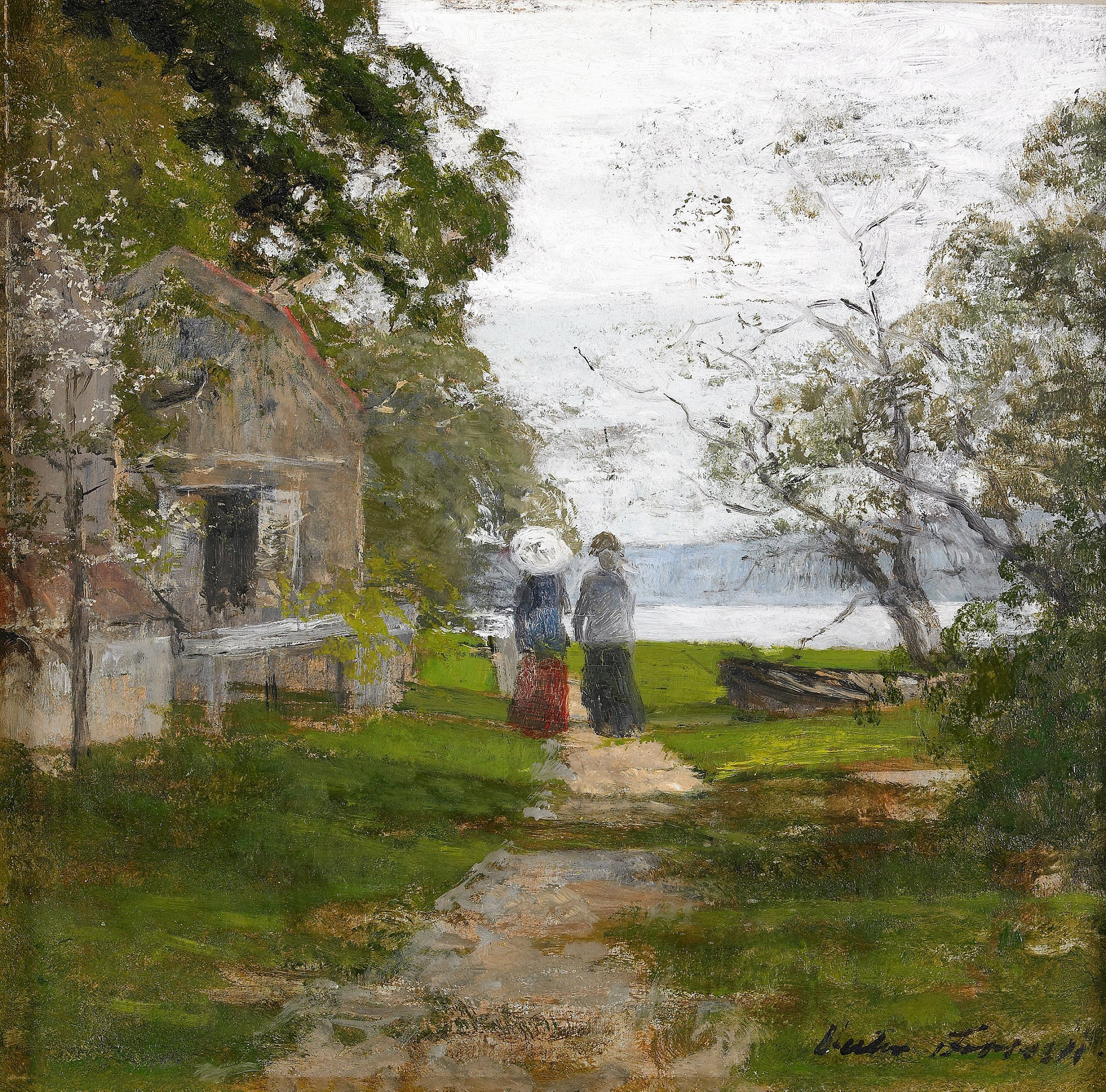
Flanörer på Djurgården.
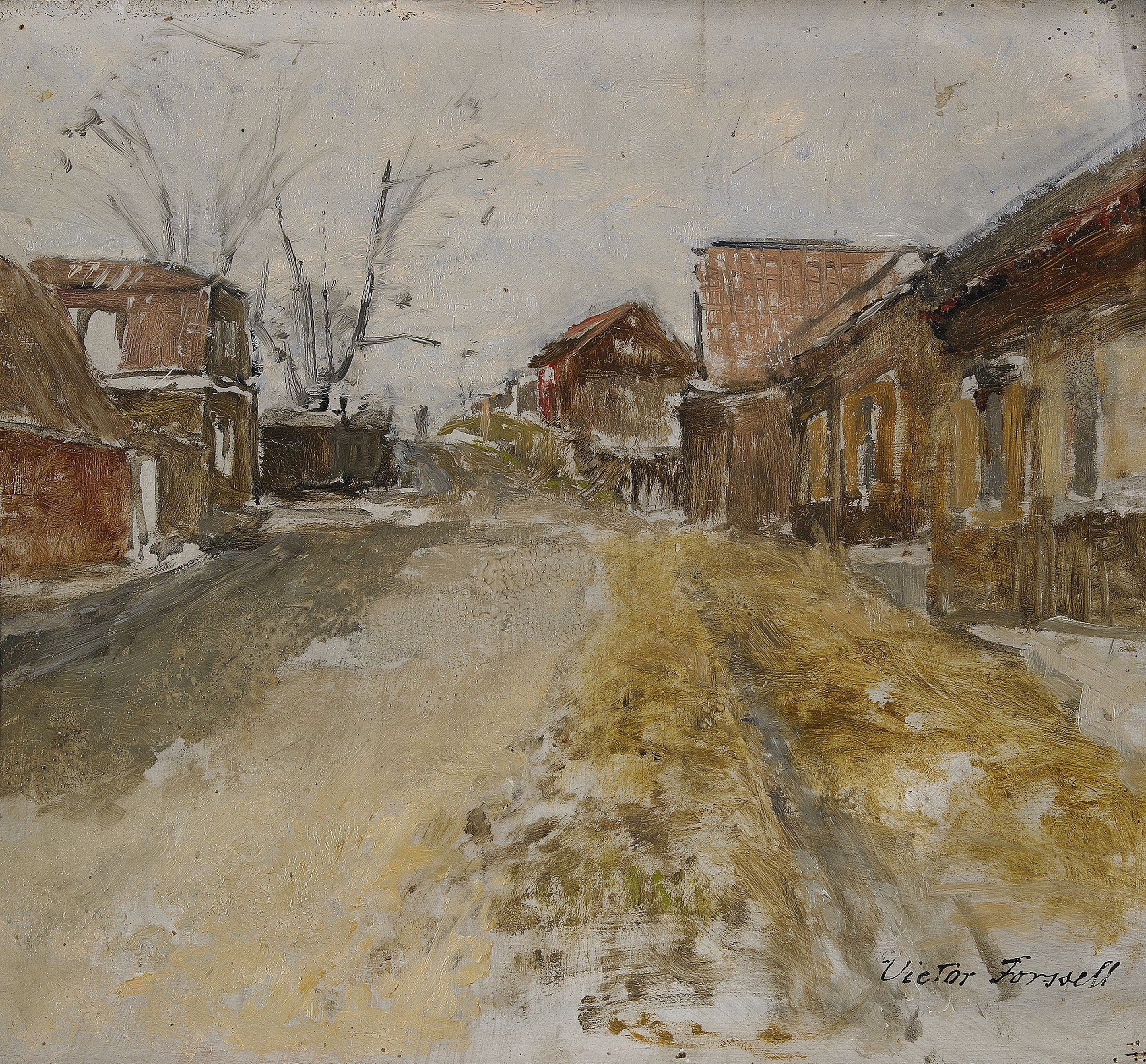
Kvastmakarbacken.
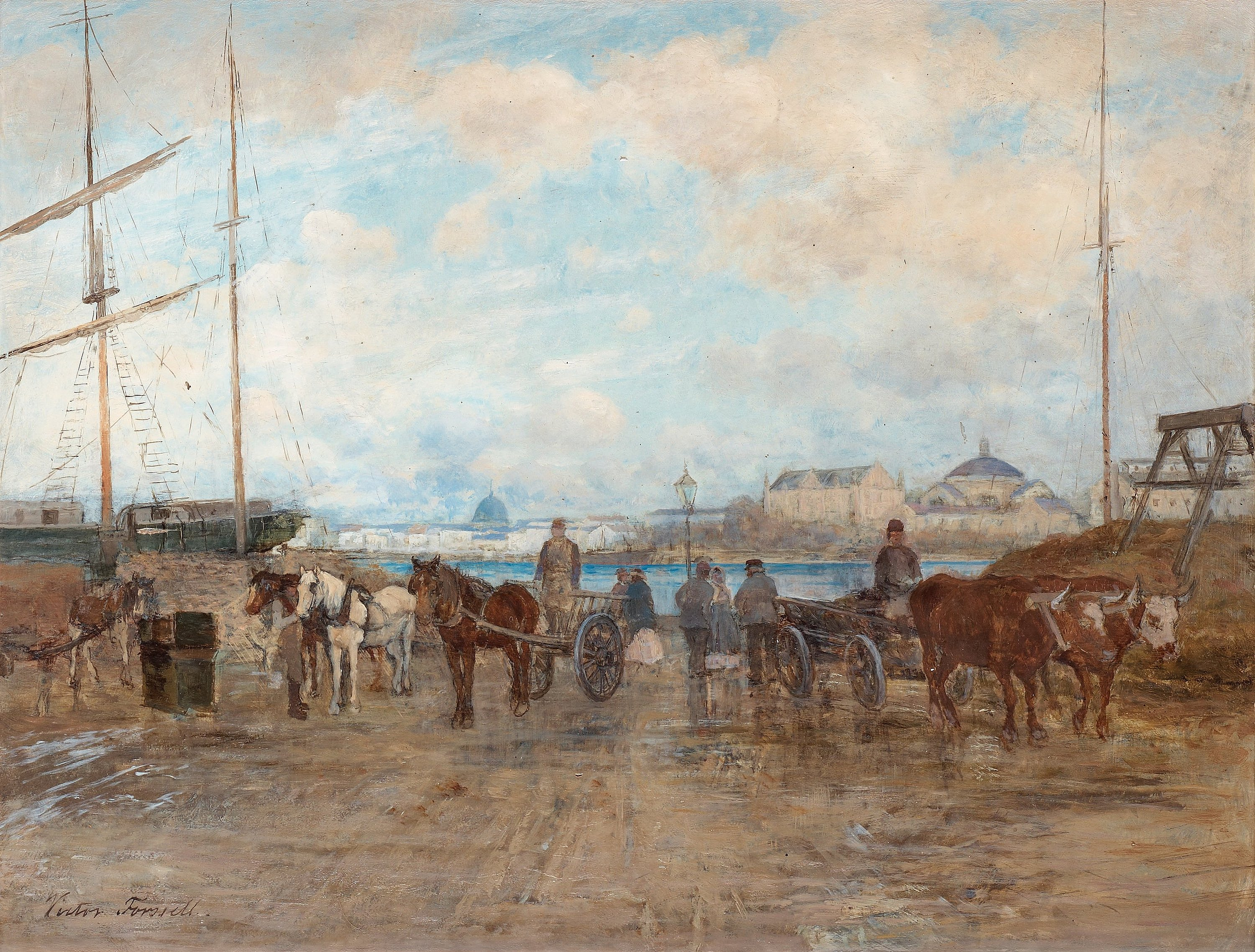
Motiv från Stadsgården, (1880-talet)
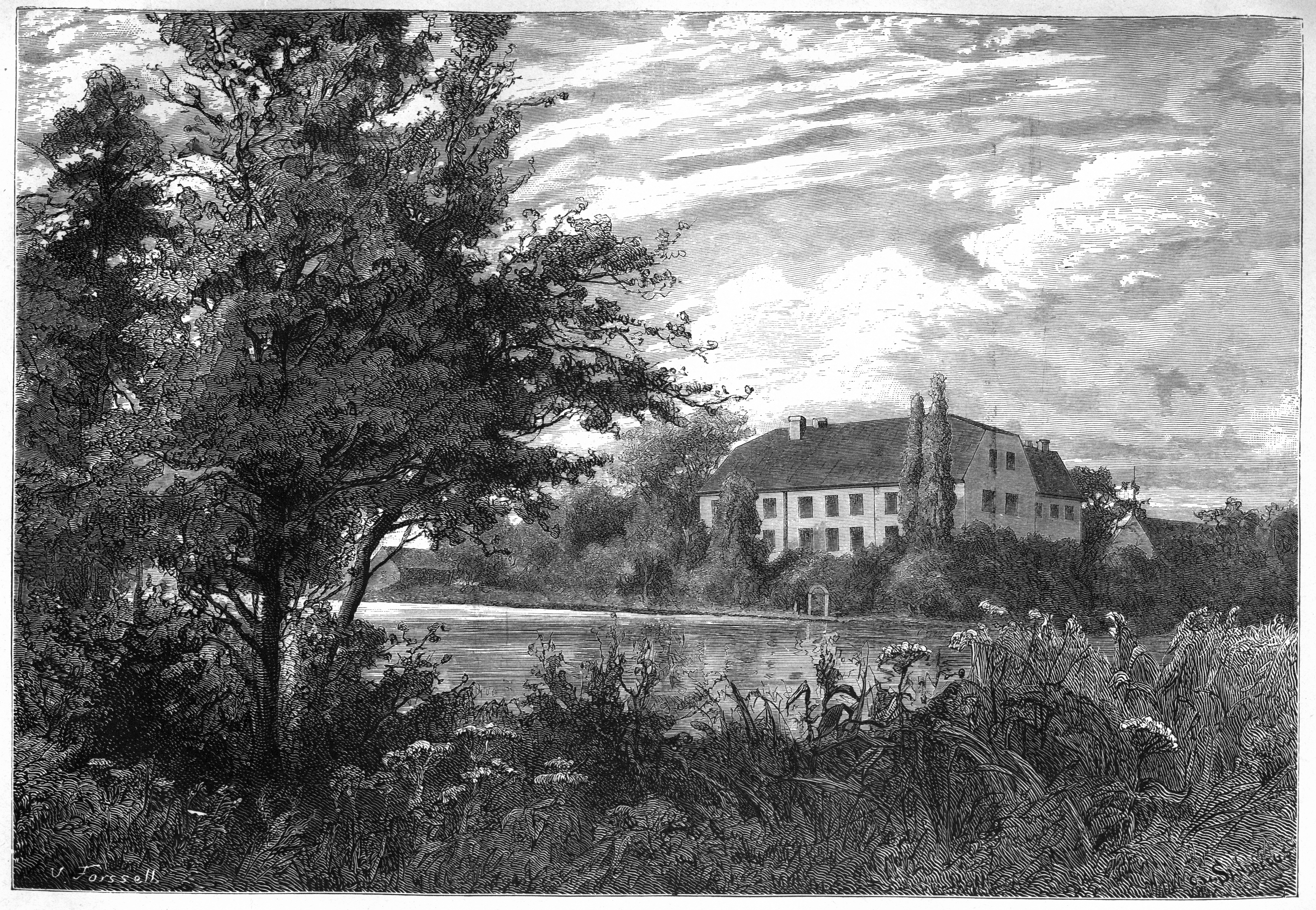
Vallens slott. Xylografi utförd av Carl Leonard Sandberg (1839-1885) efter ett verk av Forssell. Publicerad 1877.